# Ескіль Тунський
Ескіль, Ескіль Тунський, також Святий Ескіль (швед. Sankt Eskil, лат. Eskillinus; 1020—1069) — англосаксонський монах-місіонер, католицький святий, мученик, шанується у Швеції. Покровитель шведської провінції Седерманланд та Стренгнеської єпархії.

## Біографія
Ескіль був монахом з Англії. Він приїхав до Швеції у період правління короля Інге I, щоб поширювати там християнство. Святий Зигфрід призначив Ескіля першим єпископом і місіонером «усіх земель на північ від озера Венерн». Ескіль заснував свою єпархію в місті Туна (сучасний Ескільстуна), де він побудував монастир.
Близько 1080 року Ескіль переїхав до Стренгнес, священного місця для вікінгів, де прихильники поганського царя Блот-Свена приносили тварин у жертву своїм богам. Там Ескіль розпочав роботу з навернення мешканців цього місця. Але послідовники язичництва закидали монаха камінням.
Послідовники Ескіля перевезли тіло місіонера до Туни, в монастирі якого він був похований. Невдовзі Туна отримала привілеї міста і перейменована на честь святого — Ескільстуна. Пізніше місто Штренгнес було навернене у християнство, і туди переїхала єпархія Ескіля (сучасна Стренгнеська єпархія). Кафедральний собор Стренгнеса побудований на передбачуваному місці язичницьких ритуалів.
Святого Ескіля спершу вшановували 11 червня (у його гіпотетичний день смерті), але пізніше вшанування було перенесено на 12 червня (за винятком Стренгнеської єпархії). В іконографії святий Ескіль зображується в єпископському одязі та з трьома каменями.